# Astatoreochromis vanderhorsti
Astatoreochromis vanderhorsti es una especie de peces de la familia Cichlidae en el orden Perciformes.

## Morfología
Los machos pueden llegar alcanzar los 13 cm de longitud total.

## Alimentación
Es omnívoro.

## Hábitat
Es una especie de clima tropical.

## Distribución geográfica
Se encuentran en África: río Malagarasi ( cuenca del lago Tanganyika ).